# Antònia Adroher i Pascual
Pour les articles homonymes, voir Adroher.
Antònia Adroher i Pascual, née en 1913 à Gérone et morte en 2007 à Banyuls-sur-Mer, est une enseignante espagnole et militante politique.

## Biographie
Elle a étudié l'enseignement à l’École Normale de Professeurs de Gérone, où elle est membre de la Fédération espagnole des travailleurs de l'éducation (FETE) au sein de l'UGT. Elle est l'un des fondateurs du POUM et pendant la guerre civile espagnole, elle a été la première femme qui a été Conseillère à la culture et à la propagande à la Mairie de Gérone, le 21 octobre 1936. Munie de ce mandat, elle met en place, grâce au Conseil de l'École Nouvelle Unifiée (es) (CENU), un système d'éducation utilisant des pratiques éducatives novatrices et progressistes fondée sur des « principes rationalistes du travail » et la fraternité. Elle organise ainsi dans la pratique une école publique et gratuite pour tous dispensant l'enseignement en catalan, et assurant aux enfants le soin et la santé, sur la base des principes hygiénistes, et l'égalité pour les garçons et les filles grâce à la mixité.
En 1939, elle s'exile à Toulouse, puis à Paris où elle fonde, avec son mari Carmel Rosa Baserba, le Casal de Catalunya. En 1977 deux ans après la fin de la dictature de Franco, elle retourne en Catalogne. Elle remporte, pour son travail de rénovation de la pédagogique en Catalogne, le Premi Mestres 68 et, en 2006, elle reçoit la Creu de Sant Jordi. À Gérone, une bibliothèque municipale, inaugurée en janvier 2008, et une rue portent le nom d’Antònia Adroher.

## Postérité
Antonia Adroher a son portait peint sur une façade du Barri Vell de Gérone dans la rue Pere III el Cerimonios. Il est l'œuvre d'Andrea Btoy qui l'a réalisé dans le cadre du festival d'art urbain Milestone Project.